# Ornithodoros knoxjonesi
Ornithodoros knoxjonesi är en fästingart som beskrevs av Jones och Clifford 1972. Ornithodoros knoxjonesi ingår i släktet Ornithodoros och familjen mjuka fästingar. Inga underarter finns listade i Catalogue of Life.